# فدراسیون فوتبال گینه بیسائو
فدراسیون فوتبال گینه بیسائو (پرتغالی: Federação de Futebol da Guiné-Bissau) نهاد اداره‌کننده مسابقات فوتبال و فوتسال در کشور گینه بیسائو است.
این فدراسیون که در سال ۱۹۷۴ تأسیس شده عضو کنفدراسیون فوتبال آفریقا و فیفا نیز می‌باشد و مقر آن در شهر بیسائو است.